# Eberhard von Gandersheim
Eberhard von Gandersheim (urkundl. 1204–1218) war ein mittelalterlicher Chronist des Stifts Gandersheim. Er ist der Verfasser der niederdeutschen Gandersheimer Reimchronik.

## Leben
Neben der Reimchronik ist Eberhard durch zwei von ihm selbst verfasste Urkunden aus den Jahren 1204 und 1207 belegt. Er erscheint als Diakon und notarius der Gandersheimer Äbtissin Mechthild I. von Wohldenberg. Eberhard und sein Wirken sind im Kontext der Bestrebungen Mechtilds zu sehen, beim Papst eine Stellung unmittelbar unter dem Römischen Stuhl zu erreichen. Eberhards Darstellung der Geschichte und wichtigen Stellung des Gandersheimer Stifts in der Reimchronik sollte diesem Anliegen Nachdruck verleihen.